# Balin
Balin, Fundinov sin, je škrat iz klana Durin v fantazijskih delih o Srednjem svetu angleškega pisatelja John R.R. Tolkiena. Je eden od škratov, ki spremljajo Bilba Bogataja in Gandalfa na pohodu (Quest of Erebor) v Hobitu.
Skupaj z Dwalinom, Filijem, Kilijem in Bomburjem se največ pojavlja v druščini razen Thorina.
V filmih ga igra Ken Stott.
Pozneje je v zlobnem poskusu hotel zavzeti Morio. Ubil ga je orkovski lokostrelec v dolini Dimrill Dale.
V Gospodarju prstanov bratovščina prstana odkrije njegovo grobnico, na kateri je napis v Tolkienovi neografiji kirt. Zgornji napis je zapisan v škratjem jeziku khuzdûl in pomeni: Balin Fundinov sin, vladar Morie. Spodnji napis pomeni isto, vendar je napisan v zahodščini in v drugem načinu kirta. 